# 董奇

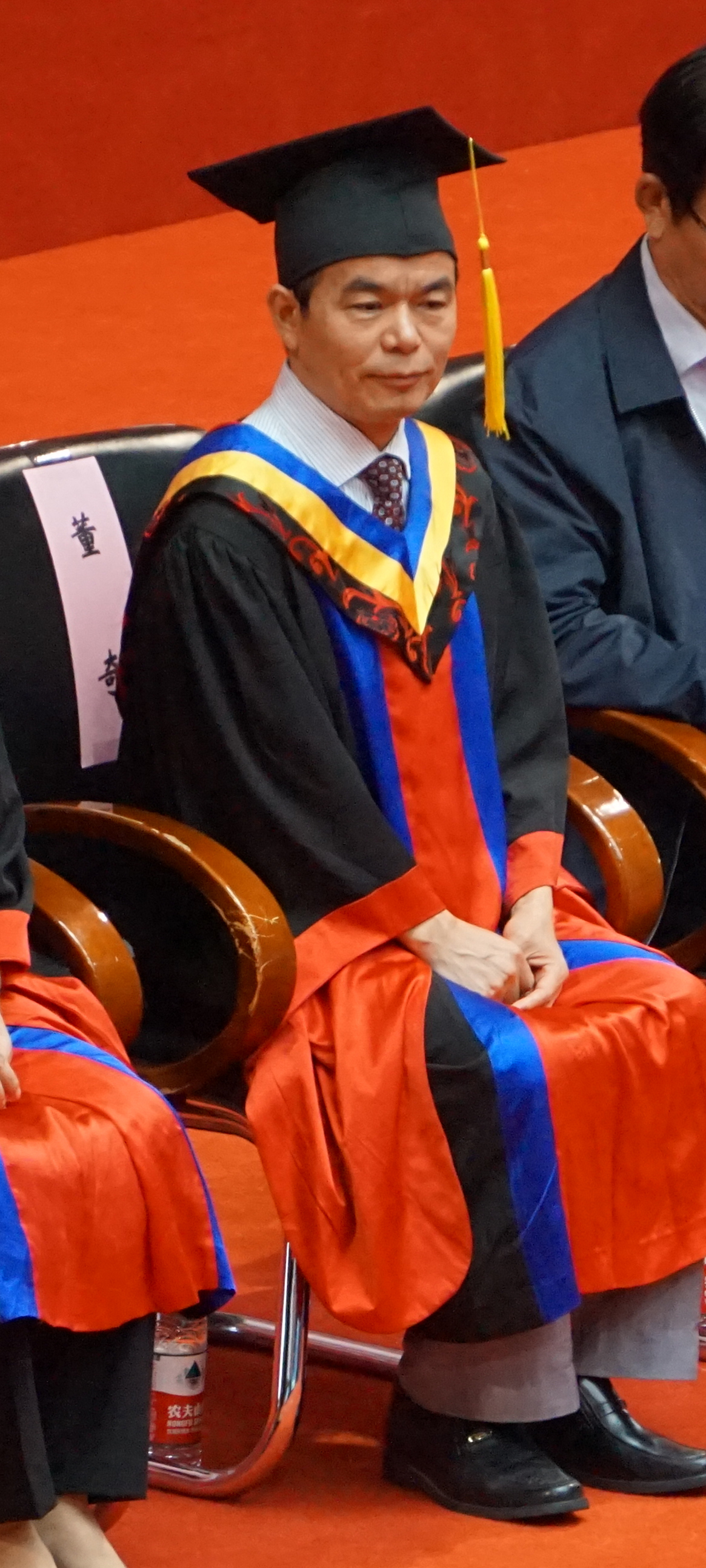
董奇于2017年北师大研究生毕业典礼上

董奇（1961年9月—），男，中共党员，籍贯四川|岳池，生于重庆，中国教育家。曾任北京师范大学校长，教授、博士生导师。国家杰出青年基金获得者、国家“百千万人才工程”入选者、教育部“跨世纪人才培养计划”首批人选，享受国务院政府特殊津贴专家。

## 生平
董奇籍贯四川岳池县，1978年考入北京师范大学，先后取得学士、硕士和博士学位。1985年毕业后留校任教，1999年任北师大副校长，2008年任北师大常务副校长。2012年7月9日被任命为北京师范大学校长。2020年10月22日，董奇被聘为首届基础教育教学指导委员会委员副主任委员。现为国际行为发展研究会执委会顾问。
2022年5月，卸任北京师范大学校长职务。

## 言论
他在就任北师大校长发言中的“四不”承诺即「在任期间不申报新课题、不招新研究生、不申报任何教学科研奖、不申报院士」受到了师生、媒体和公众的关注。

## 学术研究
他主要从事儿童心理发展与测评、儿童语言与数学学习及其脑机制、基因-环境-脑-心理发展的相互作用关系领域的研究，承担了10余项国家科研项目。

## 社会兼职
- 中国学位与研究生教育学会副会长
- 第九届中国心理学会副理事长
- 《国家中长期教育改革和发展规划纲要》基础教育发展战略组双组长之一
- 国务院学位委员会第六届学科评议组心理学组长
- 国家基础教育课程教材专家工作委员会副主任
- 国家教育咨询委员会义务教育均衡发展组副组长
- 第九届国家督学[1]